# Hans Kosterlitz
Hans Walter Kosterlitz (27 avril 1903 - 26 octobre 1996) est un biochimiste britannique d'origine allemande.

## Biographie
Hans Walter Kosterlitz est né le 27 avril 1903 à Berlin. Il est le fils aîné de Bernhard Kosterlitz, médecin, et de Selma Helena Lepman.
Le père de Kosterlitz lui recommande une carrière dans le droit. Il fait une tentative pendant six mois à l'Université de Berlin, mais se tourne ensuite vers la médecine. Il obtient son diplôme en 1928 et travaille dans le département de Wilhelm His. De 1930 à 1933, il est assistant à l'hôpital de la Charité, Université de Berlin, où il travaille au service de radiologie. Son travail de jour en radiologie clinique finance ses recherches du soir en laboratoire, où il développe un intérêt pour le métabolisme des glucides.
En 1933, Adolf Hitler adopte la loi pour la restauration de la fonction publique professionnelle, qui s'applique aux non-aryens. Plus tard, une loi similaire est adoptée pour couvrir tous les avocats, médecins et autres professions. Kosterlitz, qui a des ancêtres juifs, contacte John Macleod à Aberdeen, qui réussit à accumuler un financement modeste, suffisant pour lui permettre de répondre « venez à Aberdeen... mais aucune garantie d'un emploi stable ». Kosterlitz arrive au mois de mars suivant.
Peu de temps après la mort prématurée de Macleod le 16 mars 1935, Kosterlitz reçoit la toute première subvention de projet (50 £) de la Diabetic Association nouvellement fondée. Il reçoit ensuite sa première bourse du MRC.
Le 9 mars 1937, il épouse Johanna Maria Katharina Greßhöner, dite Hanna, une amie de Berlin arrivée en Écosse en 1935. Les parents de Kosterlitz et leur plus jeune fils Rolf déménagent au Royaume-Uni en 1939 et vivent au 110b Banbury Road, à Oxford. Le registre national de 1939 montre Bernhard comme expert médical pour une compagnie d'assurance. Hans et Hanna ont un fils, John Michael, aujourd'hui professeur de physique à l'Université Brown, qui a remporté le prix Nobel de physique en 2016.
Au fil des années, Hans Kosterlitz est professeur titulaire à Carnegie, conférencier, maître de conférences et enfin lecteur. En 1968, Aberdeen crée un nouveau département de pharmacologie, dirigé par Kosterlitz en tant que professeur jusqu'en 1973, date à laquelle il devient directeur de l'unité de recherche sur la toxicomanie de l'université,.
Kosterlitz est surtout connu comme l'un des principaux découvreurs des endorphines,. Il stimule électriquement le canal déférent isolé de la souris et enregistre ses contractions avec un polygraphe. Il découvre que si l’on ajoute des opiacés à la solution, le muscle ne se contracte pas. Les opiacés ont inhibé la contraction. On découvre plus tard que ces contractions reprennent en présence d’opiacés et d’un antagoniste tel que la naloxone. Plus tard, des endorphines endogènes sont découvertes en appliquant de l'homéostasie de cellules cérébrales de porc à l'appareil. Cela provoque l’arrêt des contractions. Le degré auquel un agoniste opiacé inhibe les contractions du canal déférent de la souris et d’autres tissus comme l’iléon du cobaye est fortement corrélé à sa puissance en tant qu’analgésique.

## Prix
- 1951 Membre de la Royal Society d'Édimbourg
- 1976 Schmiedeberg Plakette, Société allemande de pharmacologie
- 1977 Prix Scheele
- 1978 Membre de la Royal Society de Londres
- 1978 Prix Nathan B. Eddy
- 1978 Prix Albert-Lasker pour la recherche médicale fondamentale
- Médaille Baly 1979, Collège royal des médecins
- 1979 Médaille royale, Royal Society de Londres
- 1980 Prix MacDougal-Brisbane, Royal Society of Edinburgh
- 1981 Membre du Collège royal des médecins d'Édimbourg
- 1981 Prix Feldberg
- 1981 Prix Harvey, Technion – Institut israélien de technologie
- 1983 Le Prix Dautrebande, Académie Royale de Médecine de Belgique
- 1985 Associé étranger, Académie nationale des sciences
- 1987 Médaille d'or Wellcome, British Pharmacological Society
- 1988 Prix Cameron de thérapeutique de l'Université d'Édimbourg